# ザルビノ
ザルビノ （ロシア語: Зару́бино、ラテン文字転写: Zarubino）は、ロシア沿海地方ハサン地区のポシェト湾にある港湾都市型集落。清朝時代は柳樹営と呼ばれていた。1928年10月18日創設。1989年調査時に、5,306人を数えていた人口は、2008年に3,421人、2014年には2,963人である。
1981年6月、ザルビノ港は漁港として、翌年商業港として登録された。1992年3月に民営化され、2004年、モスクワのトランスグループASに買収され、トロイツァ港に名称が変更された。

## 国際航路
- 北東アジアフェリーが韓国束草港、日本新潟港を結ぶ貨客フェリーを運航し、中国の琿春へはフェリー会社のバスが連絡している。貨物取扱高は、2006年に23万t。主な輸出品目は銑鉄、原木、綿。主な輸入品は日本が中古車、韓国より重機や硫黄など。

- 2015年（平成27年）2月18日に開かれた日本の京都府議会の代表質問で山田啓二京都府知事が、京都府舞鶴市の舞鶴港と韓国束草港・ザルビノ港を結ぶ定期フェリー航路を2015年夏にも開設・就航する見通しであることを明らかにした。なお、2009年6月には新潟港と束草・ザルビノ港とのV字航路が就航していたが、集客・集積が伸びず、わずか3ヶ月で運休となっている。[1]